# Carol Reed

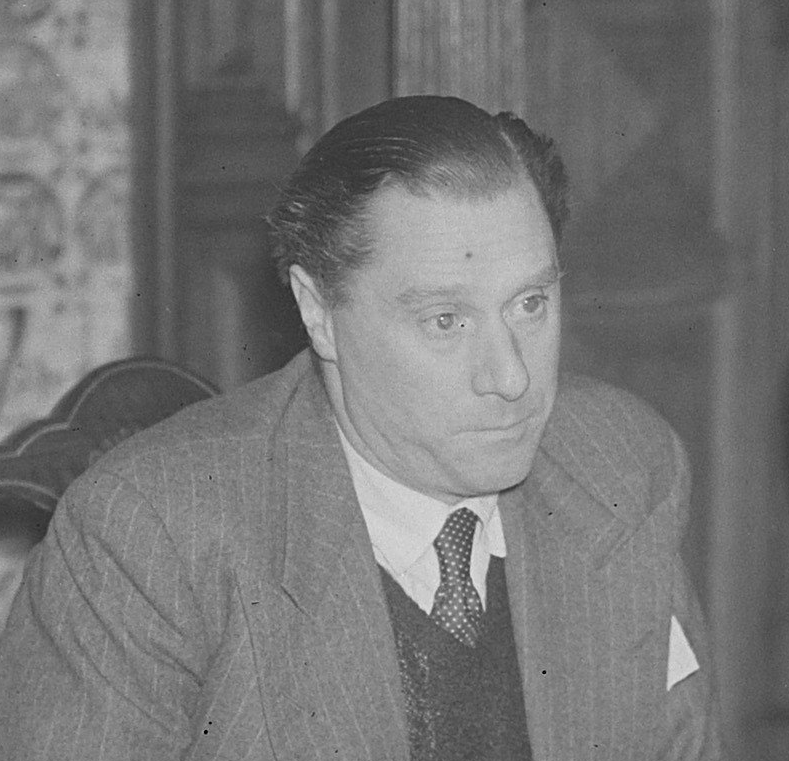
Carol Reed (1950)

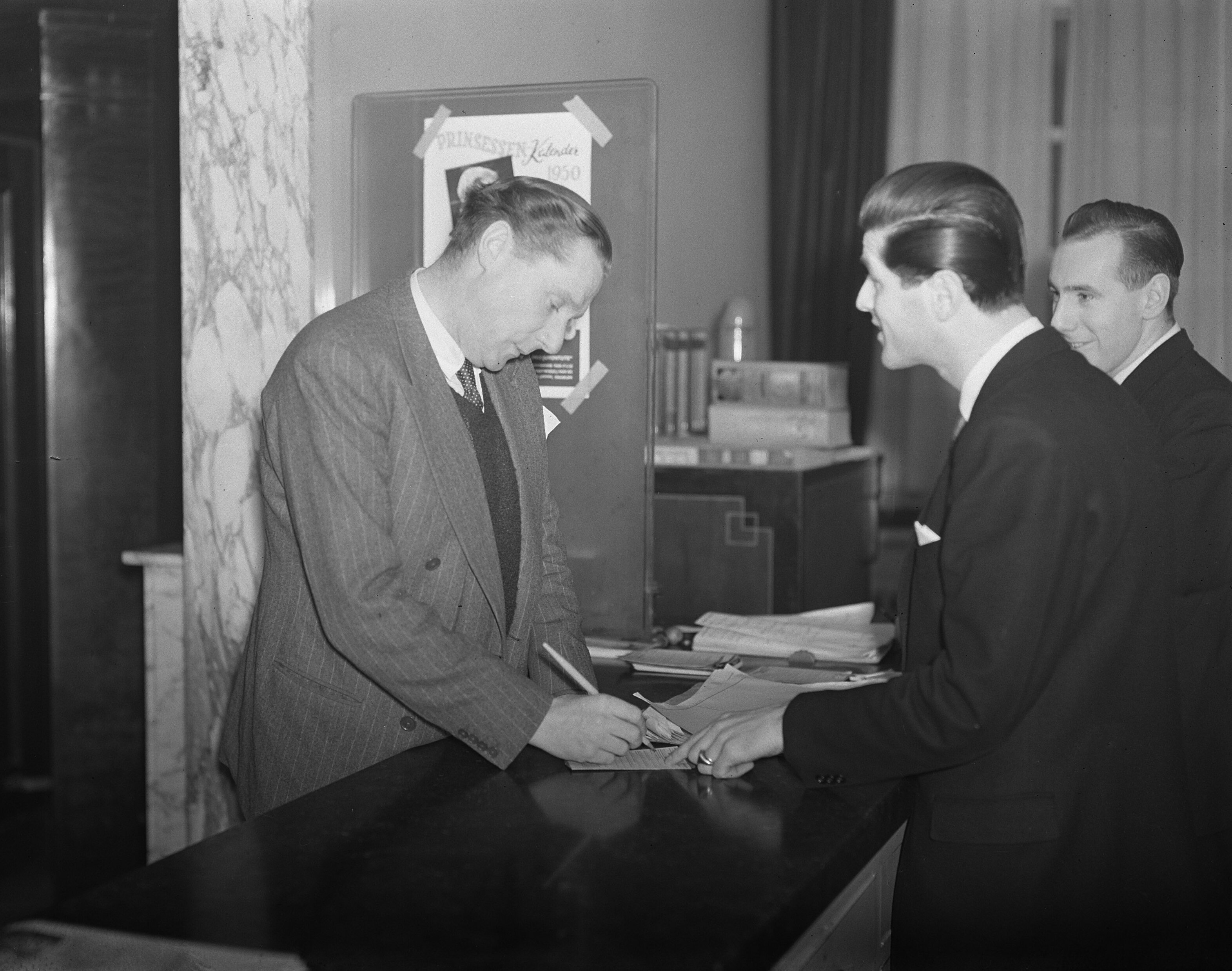
Carol Reed (1950)

Carol Reed (Londres, 30 de dezembro de 1906 – Londres, 25 de abril de 1976) foi um diretor de cinema britânico conhecido por seus filmes do gênero thriller de suspense. Seu filme mais prestigiado foi Oliver!, um filme do gênero musical, que ganhou cinco Óscars, incluindo melhor filme e melhor diretor.

## Filmografia
- Follow Me! (1972)
- Flap (1970)
- Oliver! (1968)
- The Agony and the Ecstasy (1965)
- The Running Man (1963)
- Mutiny on the Bounty  (1962)
- Our Man in Havana (1959)
- The Key (1958)
- Trapeze (1956)
- A Kid for Two Farthings (1955)
- The Man Between (1953)
- Outcast of the Islands (1952)
- The Third Man (1949)
- The Fallen Idol (1948)
- Odd Man Out (1947)
- The True Glory (1945)
- The Way Ahead (1944)
- The New Lot (1943)
- The Young Mr. Pitt (1942)
- A Letter from Home (1941)
- Kipps (1941)
- Night Train to Munich (1940)
- Girl in the News (1940)
- The Stars Look Down (1940)
- A Girl Must Live (1939)
- Climbing High (1938)
- Penny Paradise (1938)
- Bank Holiday (1938)
- Who's Your Lady Friend? (1937)
- Talk of the Devil (1936)
- Laburnum Grove (1936)
- Midshipman Easy (1935)
- It Happened in Paris (1935)

## Prêmios e indicações
Oscar (EUA)
- Recebeu quatro indicações na categoria de "Melhor Diretor", por The Fallen Idol (1948); The Third Man (1949) e Oliver! (1968), ganhando neste último.